# Leptinotarsa defecta
Leptinotarsa defecta är en skalbaggsart som först beskrevs av Carl Stål 1859.  Leptinotarsa defecta ingår i släktet Leptinotarsa och familjen bladbaggar. Inga underarter finns listade i Catalogue of Life.

## Bildgalleri

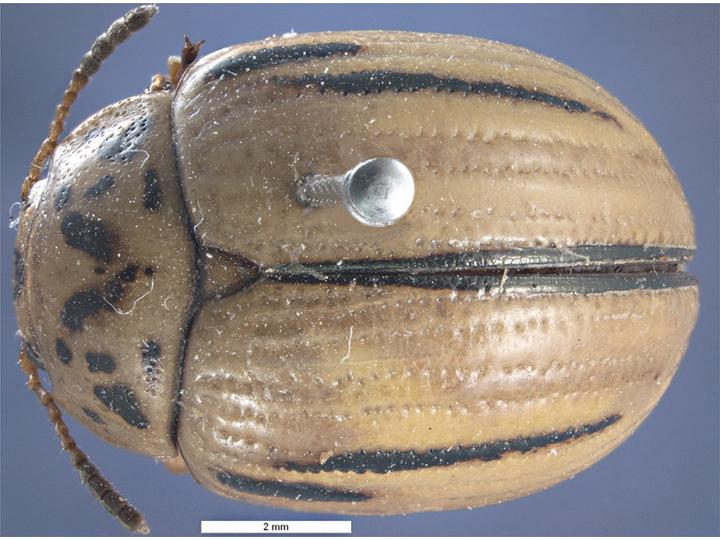
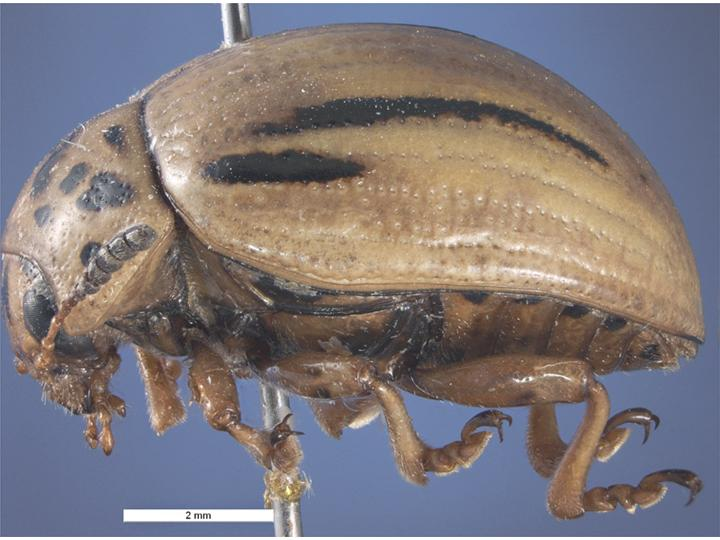
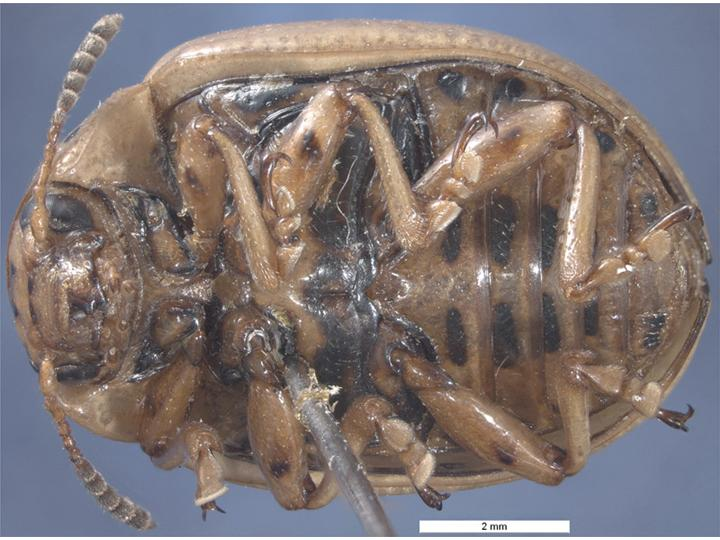